# Kamel Feki
Kamel Feki (arabe : كمال الفقي) est un homme politique tunisien, ministre de l'Intérieur de 2023 à 2024.

## Biographie

### Jeunesse et formation
Originaire du gouvernorat de Sfax, il effectue ses études secondaires au lycée 15-Juillet 1955 de Sfax, où un certain pluralisme subsiste malgré la dictature de Habib Bourguiba.
Après l'obtention de son baccalauréat, il s'inscrit en 1983 à la faculté de droit de Tunis et en sort diplômé en droit privé (spécialisé dans le domaine judiciaire) en 1995,.

### Carrière
Il participe à la révolution tunisienne de l'hiver 2010-2011 qui met fin au régime de Zine el-Abidine Ben Ali (successeur de Bourguiba). Actif au sein des forces de la Tunisie libre (FTL), il y côtoie notamment Ridha Chiheb Mekki, Sonia Cherbti et Faouzi Dâas, qui forment désormais le cercle rapproché du président Kaïs Saïed.
Homme de confiance de ce dernier, il est nommé gouverneur de Tunis le 30 décembre 2021 après la destitution de Chedly Bouallegue. Il reste à ce poste jusqu'à sa nomination comme ministre de l'Intérieur le 17 mars 2023, en remplacement du démissionnaire Taoufik Charfeddine,. Il prête serment le lendemain.
Le 25 mai 2024, après un remaniement surprise décidé par Kaïs Saïed, Kamel Feki est écarté du poste de ministre de l'Intérieur au profit de Khaled Nouri.

### Vie privée
Il est marié à Sonia Cherbti et père d'une fille.